# Княжная (деревня)
Княжная — деревня в Воловском районе Липецкой области России. Входит в состав Набережанского сельсовета.

## География
Деревня находится в юго-западной части Липецкой области, в лесостепной зоне, в пределах восточных отрогов Среднерусской возвышенности, к востоку от реки Олым, на расстоянии примерно 20 километров (по прямой) к востоку-юго-востоку (ESE) от села Волово, административного центра района. Абсолютная высота — 186 метров над уровнем моря.
Климат умеренно континентальный с теплым летом и умеренно морозной зимой.

## Население
| 2010 | 2012 |
| ---- | ---- |
| 158  | ↘155 |

Гендерный состав
По данным Всероссийской переписи населения 2010 года в гендерной структуре населения мужчины составляли 48,7 %, женщины — соответственно 51,3 %.
Национальный состав
Согласно результатам переписи 2002 года, в национальной структуре населения русские составляли 99 % из 163 человек.

## Улицы
Уличная сеть деревни состоит из двух улиц (ул. Цветочная и ул. Школьная).